# Arianna Fontana
Pour les articles homonymes, voir Fontana.
Arianna Fontana (née le 14 avril 1990 à Sondrio) est une patineuse de patinage de vitesse sur piste courte italienne. Plus jeune médaillée olympique de son pays à 15 ans et 314 jours, avec le bronze à l'arrivée du relais 3 000 m des Jeux de Turin en 2006, elle obtient finalement sa première médaille d'or à PyeongChang en 2018 en remportant le 500 m, avant de conserver son titre quatre ans plus tard à  Pékin en 2022. Avec un total de onze médailles olympiques entre 2006 et 2022, elle est l'athlète la plus décorée en short-track, devant Viktor Ahn et Apolo Ohno, huit médailles chacun. Elle est l'Italienne la plus médaillé aux Jeux olympiques, avec un podium de plus que la fondeuse Stefania Belmondo. 
De 2008 à 2018, elle a été championne d'Europe toutes distances à sept reprises, totalisant 24 médailles d'or et 41 podiums sur la scène continentale.

## Biographie
Elle commence le short-track pour suivre les traces de son grand frère, Alessandro. À l'époque, elle a quatre ans, et appartient au club de Chiesa in Valmalenco.
Fontana s'est mariée avec le patineur de vitesse sur piste courte américain, puis italien, Anthony Lobello. Il représente les Etats-Unis aux Jeux olympiques d'hiver de 2010 et l'Italie après son mariage aux Jeux olympiques d'hiver de 2014.

## Carrière

### Jeux olympiques de Turin
Fontana remporte une médaille de bronze lors de l'épreuve du relais aux Jeux olympiques d'hiver de 2006, à Turin. À l'époque, elle n'a que quinze ans et 314 jours, ce qui fait d'elle la médaillée olympique la plus jeune d'Italie. Elle reçoit alors l'Ordre du Mérite de la République italienne. Elle arrive en onzième place du 500 mètres, et sixième du 1 000 mètres.

### Jeux olympiques de Vancouver
Aux Jeux olympiques d'hiver de 2010, elle obtient le bronze sur le 500 mètres et une douzième place au 1 000 mètres des épreuves de patinage sur piste courte. Ces résultats font d'elle la première patineuse de vitesse italienne à recevoir une médaille individuelle aux Jeux olympiques.
À Heerenveen, elle est quadruple médaillée d'or aux Championnats d'Europe 2011.
Elle remporte aux Championnats d'Europe 2012 se déroulant à Mlada Boleslav l'or en 1 500 mètres, en 500 mètres, en 3 000 mètres et au classement toutes épreuves.

### Jeux olympiques de Sotchi

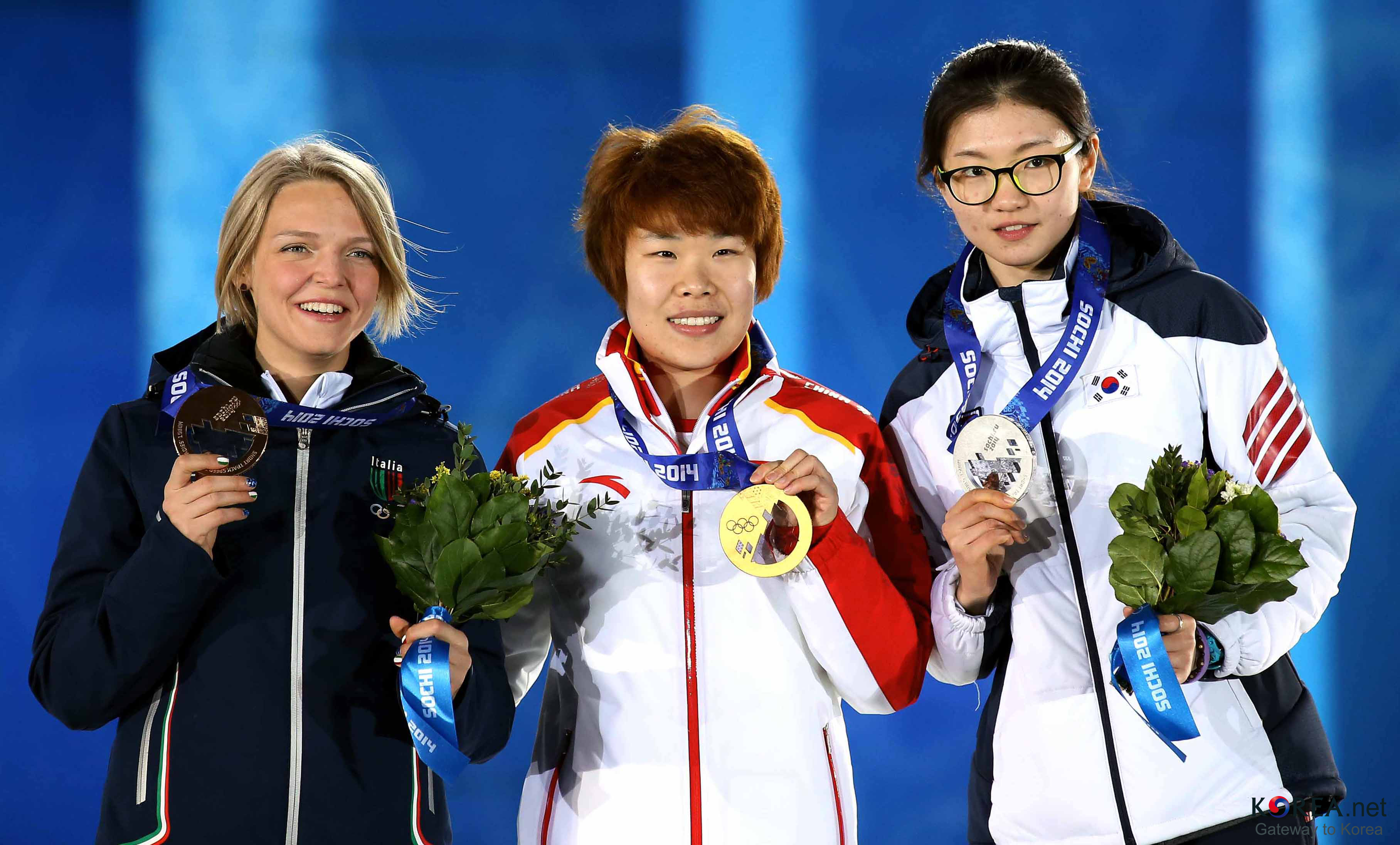
Podium du 500 mètres lors des Jeux de Sotchi. De gauche à droite : Arianna Fontana, Shim Suk-Hee et Zhou Yang.

Aux Jeux olympiques d'hiver de 2014, elle a l'argent au 500 mètres et le bronze au 1 500 mètres et au relais. Elle est la porte-drapeau de la délégation italienne à la cérémonie de clôture des Jeux.

### Saison 2015/2016: arrêt temporaire
Début 2015, elle est championne du monde du 1 500 mètres. Elle arrête la compétition pendant une bonne partie de la saison 2015/2016. En interview, elle explique que si son corps était en forme et prêt à concourir, elle était trop fatiguée psychologiquement depuis les Jeux olympiques et n'était pas certaine de continuer le patinage de vitesse. Elle préfère donc se concentrer sur sa famille et ses amis pendant une année, avant de reprendre sa pratique sportive à haut niveau.

### Jeux olympiques de Pyeongchang
La Coupe du monde de short-track 2016-2017, en quatre manches, fait office de qualifications pour le patinage de vitesse sur piste courte aux Jeux olympiques de 2018.
À la première manche de la Coupe du monde, à Budapest, elle tombe en finale B du 1 500 mètres et arrive 12e au classement, juste derrière la Française Tifany Huot-Marchand. Au 500 mètres, elle décroche l'argent derrière Choi Min-jeong. À la deuxième manche de la Coupe du monde, en octobre 2017 à Dordrecht, elle arrive quatorzième au 1000 mètres. Elle arrive septième au 500 mètres, en étant troisième de la finale B derrière Fan Kexin et Kim Ye-Jin.
À la troisième et avant-dernière manche de la Coupe du monde, en novembre 2017 à Shanghai, elle arrive cinquième derrière les Canadiennes Valérie Maltais et Marianne St-Gelais au 1 500 mètres.  Elle décroche la médaille d'argent au 500 mètres derrière Kim Boutin à la suite d'une chute de sa compatriote Martina Valcepina. Elle prend le bronze au 1000 mètres, derrière les Canadiennes Kim Boutin et Marianne St-Gelais. Au relais, l'équipe prend le bronze et est constituée d'elle et de Lucia Peretti, Cecilia Maffei et Martina Valcepina.
Lors de la dernière manche de la Coupe du monde, en novembre 2017 à Séoul, elle arrive septième au 1 500 mètres. Elle est disqualifiée en finale B du 500 mètres et est donc huitième du classement de la distance. Elle prend une pénalité en quarts de finale du 1000 mètres pour avoir gêné la Chinoise Han Yutong.
Aux Jeux olympiques d'hiver de 2018, à Pyeongchang, elle est la porte-drapeau de la délégation italienne à la cérémonie d'ouverture des Jeux : elle y remporte la médaille d'or sur 500 mètres, la première Européenne à obtenir la médaille d'or dans cette spécialité. Elle devance au photo-finish la grande favorite devant son public, la Sud-Coréenne Choi Min-jeong, soit de 22 cm, mais disqualifiée ensuite. C'est sa sixième médaille olympique ce qui lui permet d'égaler le record de la Chinoise Wang Meng. Avant Fontana, seule la Canadienne Tania Vicent était montée sur le podium lors de 4 éditions consécutives des Jeux. Elle remporte ensuite sa 7e médaille, celle d'argent du relais 3 000 mètres, avec Lucia Peretti, Cecilia Maffei et Martina Valcepina : c'est cette médaille qui lui permet de battre le record de Wang Meng et de devenir la patineuse la plus médaillée de l'histoire, à égalité avec Apolo Ohno et Viktor Ahn. Le lendemain, elle remporte sa première médaille olympique sur 1 000 mètres, une épreuve où elle n'a jamais brillé. Au 1 500 mètres, elle finit septième.

### Mondiaux de 2021
Aux Championnats du monde de patinage de vitesse sur piste courte 2021 à Dordrecht, elle est médaillée d'argent sur 1 500 mètres et médaillée de bronze toutes épreuves et en relais.

### Jeux olympiques de 2022
Fontana s'entraîne en Hongrie après le refus de l'équipe nationale italienne d'embaucher son mari, Anthony Lobello, comme son entraîneur privé, et ce qu'elle décrit comme de l'agressivité envers elle lors des entraînements. Elle accuse Andrea Cassinelli et Tommaso Dotti de l'avoir fait tomber volontairement à l'entraînement et de harcèlement moral ignoré par la fédération.
Elle participe aux épreuves de patinage de vitesse sur piste courte aux Jeux olympiques de 2022 sur les trois distances individuelles, ainsi que sur le relais féminin et le relais mixte, soit cinq chances d'obtenir une médaille et de devenir la personne la plus médaillée de l'histoire de la discipline. Elle est notamment classée première mondiale du 500 mètres individuel après le circuit de coupe du monde.
Avec Martina Valcepina, Andrea Cassinelli et Pietro Sighel, elle remporte l'argent au relais mixte. Deux jours plus tard, elle conserve son titre olympique sur le 500 m, puis prend la médaille d'argent du 1500 m : elle gagne là sa onzième médaille olympique, ce qui accroît son écart avec les anciens recordmen Apolo Anton Ohno et Viktor Ahn, qu'elle a dépassés à l'occasion du relais mixte. Elle devient aussi l'Italienne avec le plus de médailles olympiques avec un podium de plus que la fondeuse Stefania Belmondo.

### Coupe du monde 2023-2024
Arianna Fontana, de retour en Italie, refuse de participer à la coupe du monde tant que la fédération italienne des sports de glace ne rend pas « justice » quant aux accusation de harcèlement envers son mari et elle qu'elle a formulées en 2022.
L'année suivante, elle s'entraîne à Salt Lake City et Montréal. Elle commence le patinage de vitesse (sur piste longue) et affirme se préparer à disputer les Jeux olympiques d'hiver de 2026 dans les deux disciplines.